# Sena Gallica
Sena Gallica (Oudgrieks: Σήνη / Sênê); thans Senigallia) was een stad van de Senones, op de Umbrische kust aan de monding van de rivier Sena gesticht, sedert 283 v.Chr. een colonia in de Ager Gallicus. In de nabijheid, bij de Slag bij de Metaurus, sneuvelde Hannibals broer Hasdrubal in 207 v.Chr. In 82 v.Chr. zou de stad worden geplunderd tijdens Pompeius' strijd tegen de Marianen. De stad deed al vroeg dienst als een diocesane zetel. Sena Gallica deed in 551 n.Chr. dienst als Byzantijnse uitvalshaven tijdens de Gotische Oorlog en ging dientengevolge deel uitmaken van de Pentapolis. Er liepen twee straten uit op deze stad: de Adriatische kustweg en een zijtak van de Via Flaminia uit Cagli.